# Bitwa pod Dessau

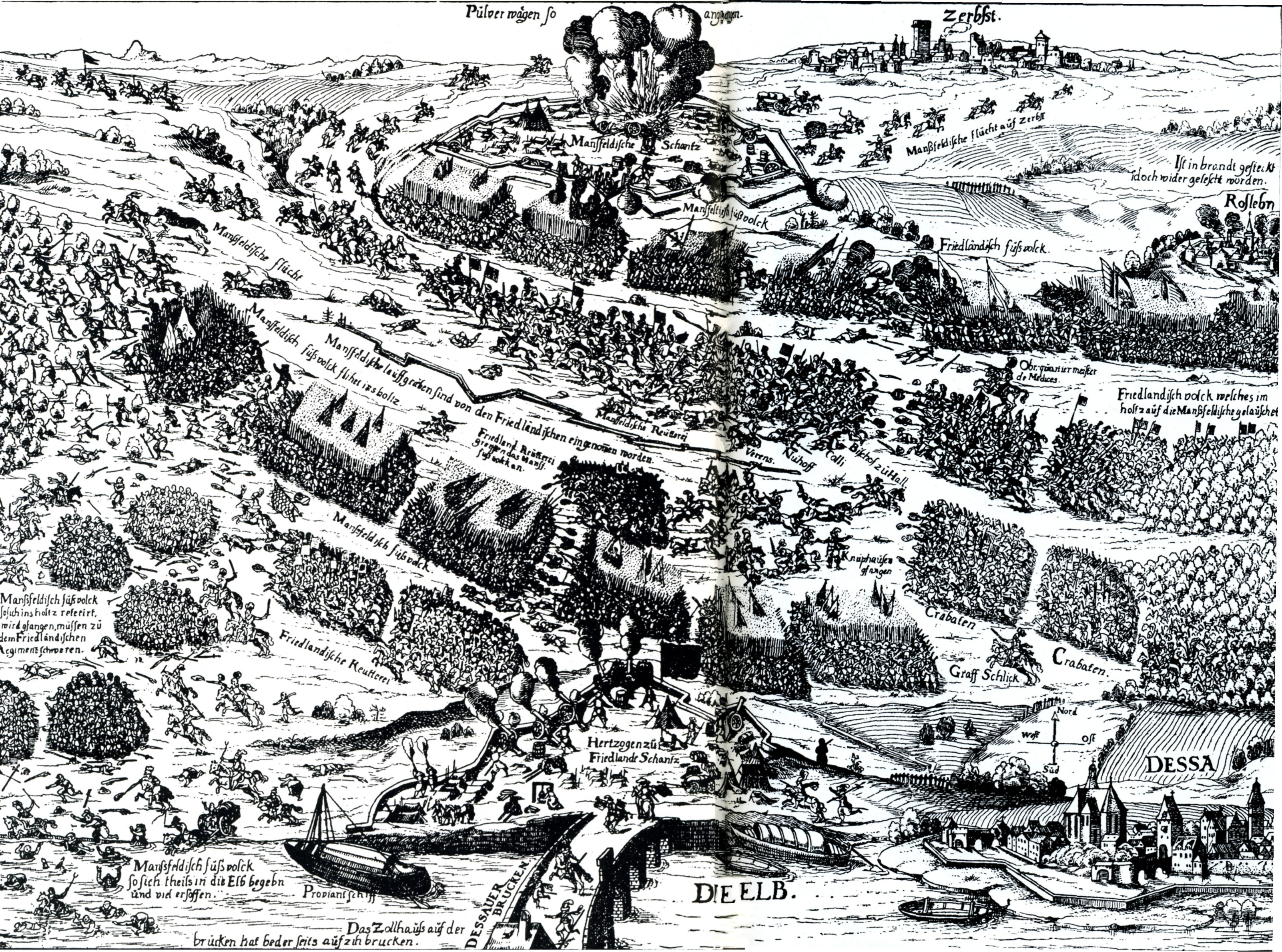
Bitwa o most na Łabie pod Dessau (rycina z XVII-wiecznej ulotki)

Bitwa pod Dessau – starcie zbrojne, które miało miejsce 25 kwietnia 1626 roku w trakcie wojny trzydziestoletniej. Oddziały protestanckie dowodzone przez hrabiego Mansfelda zostały w nim pokonane przez cesarskie wojska Wallensteina.
Wiosną 1626 Mansfeld na czele 12–tysięcznej armii wyruszył z Brandenburga w kierunku Magdeburga, zmierzając na Śląsk i Węgry w celu spowodowania dywersji na zapleczu przeciwnika. Po dotarciu do Łaby w pobliżu Rosslau armia protestancka natknęła się na wojska cesarskie pod dowództwem Johanna von Aldringen, obsadzające przeprawę na rzece i most prowadzący do Dessau. Dysponowały one 86 działami i były dobrze ufortyfikowane w zasiekach i szańcach. Nie doceniając możliwości przeciwnika Mansfeld dał z marszu rozkaz sforsowania cesarskich pozycji na mostowym przyczółku. Próby te zakończyły się jednak niepowodzeniem, a wkrótce w okolicę nadeszły większe siły Albrechta Wallensteina. 
25 kwietnia 1626 doszło do decydującego starcia. Kiedy wszystkie ataki oddziałów Mansfelda na silnie bronioną pozycję mostową zostały odparte, na drugim brzegu Wallenstein na czele swej jazdy obszedł ze skrzydeł i uderzył flankowo na pozycje protestantów. W trakcie walk doszło w protestanckim obozie do wybuchu wozów z prochem, co spotęgowało straty wśród żołnierzy Mansfelda; wskutek powstałego zamieszania przerwano atak i dowodzący armią protestancką zarządził odwrót. Bitwa pod Dessau była pierwszym zwycięstwem militarnym Wallensteina w służbie cesarsko-habsburskiej.
Jego wojska ścigały przeciwnika poprzez Śląsk aż do Siedmiogrodu, gdzie Mansfeld zamierzał przejść na służbę księcia Gabora Bethlena, który jednak zawarł separatystyczny pokój z Cesarstwem. Zawiedziony utratą sojusznika Mansfeld skierował się do Wenecji, jednakże w miejscowości Rakovica ciężko zachorował w listopadzie 1626 i zmarł.